# Browar w Żywcu

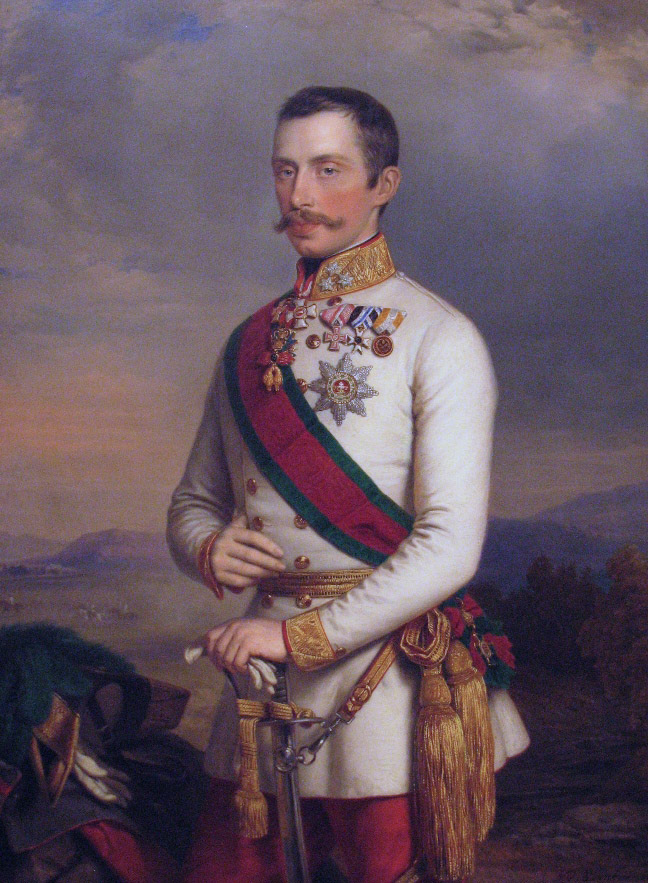
Arcyksiążę Albrecht Fryderyk Habsburg

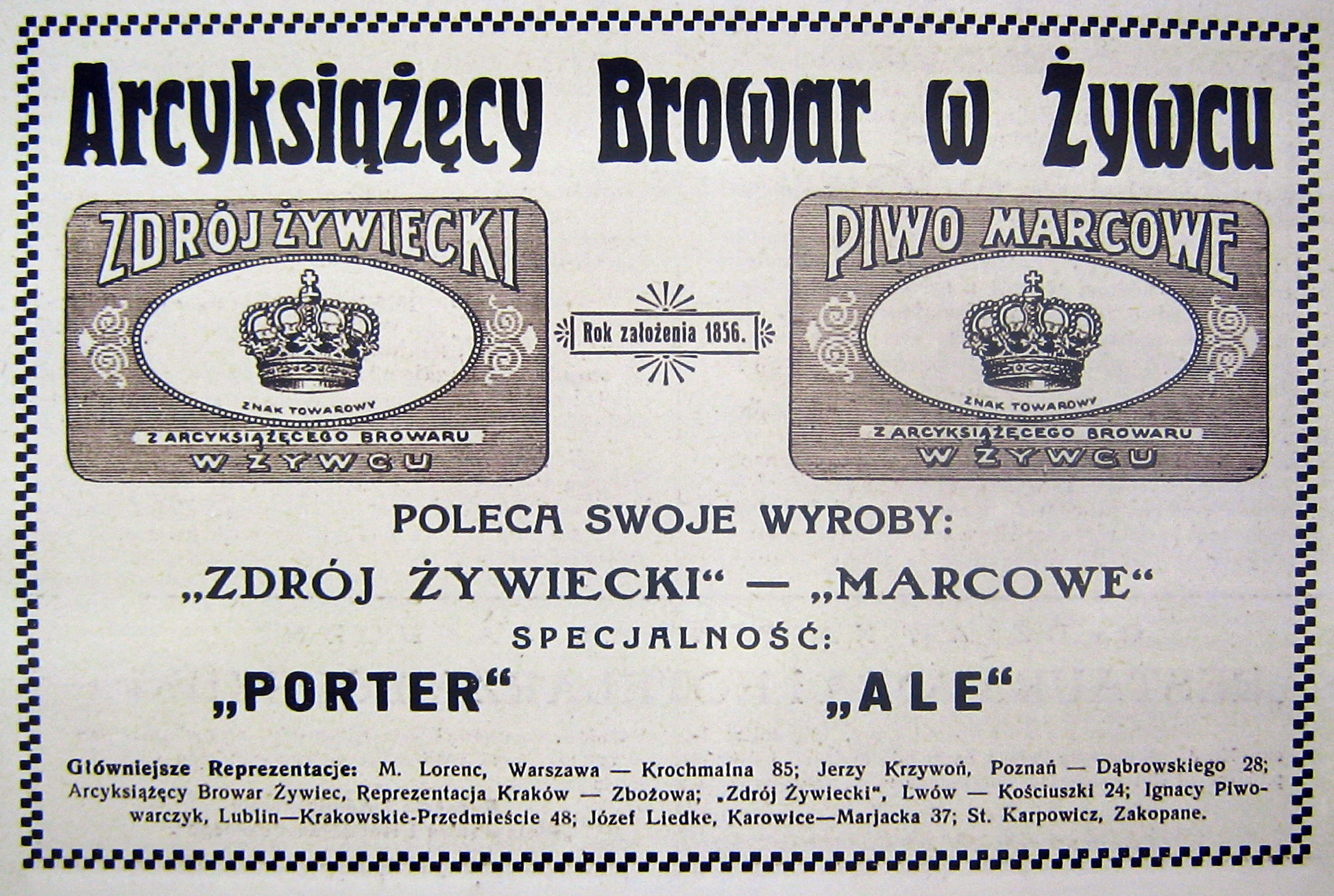
Reklama piwa i adresy reprezentacji

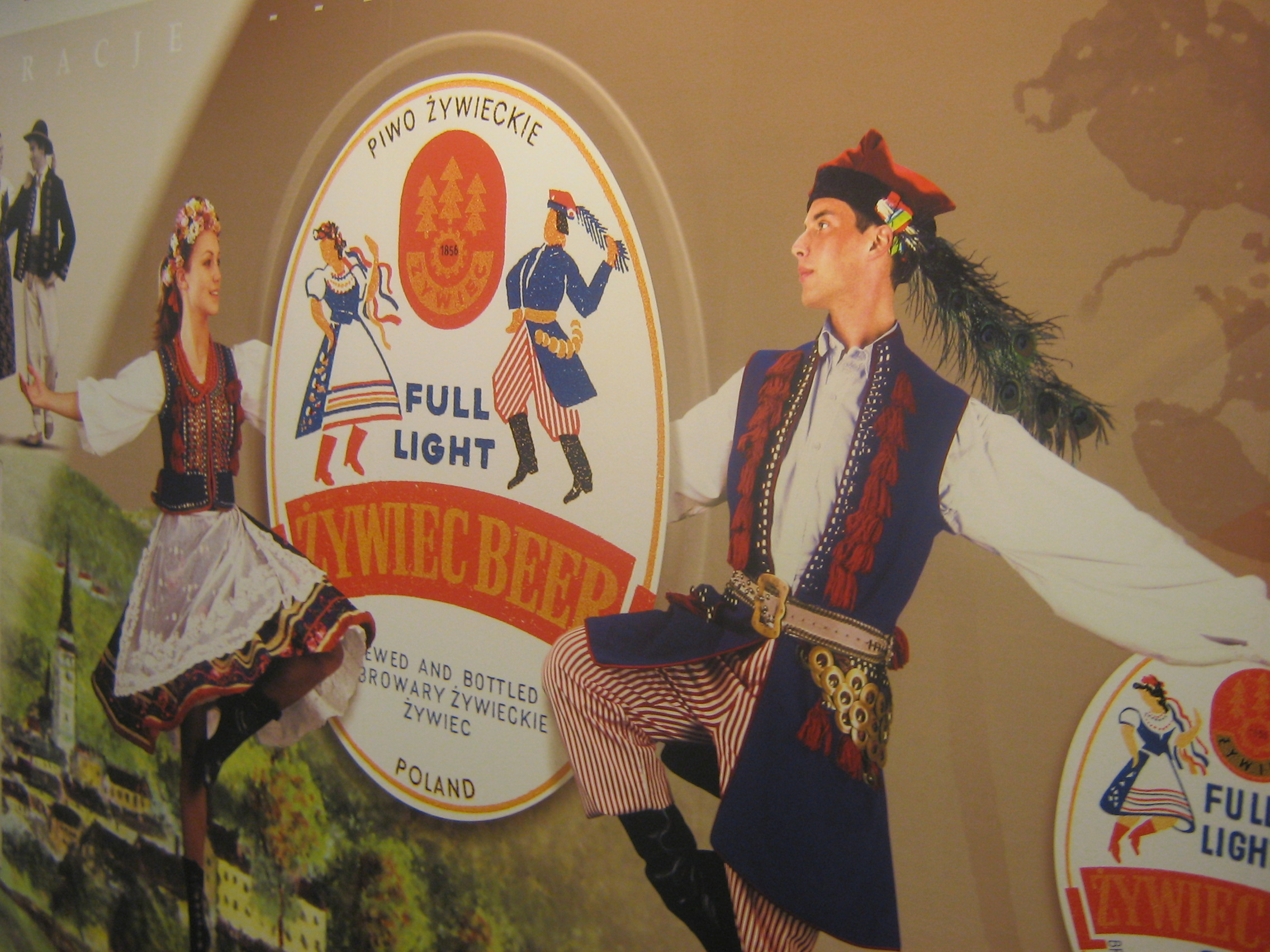
Wizerunek krakowskiej pary na etykietach

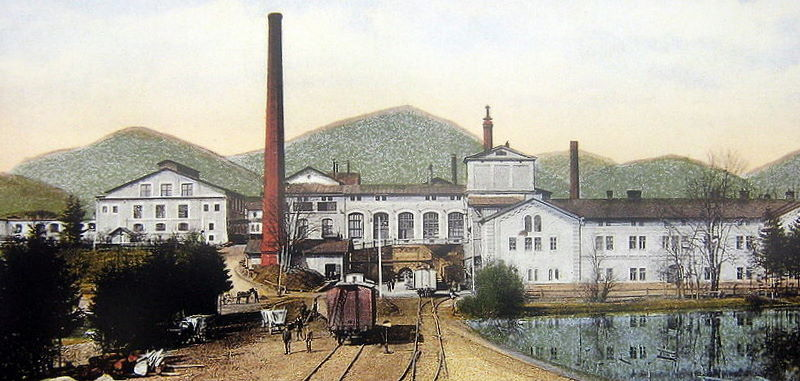
Browar Żywiec na początku XX wieku

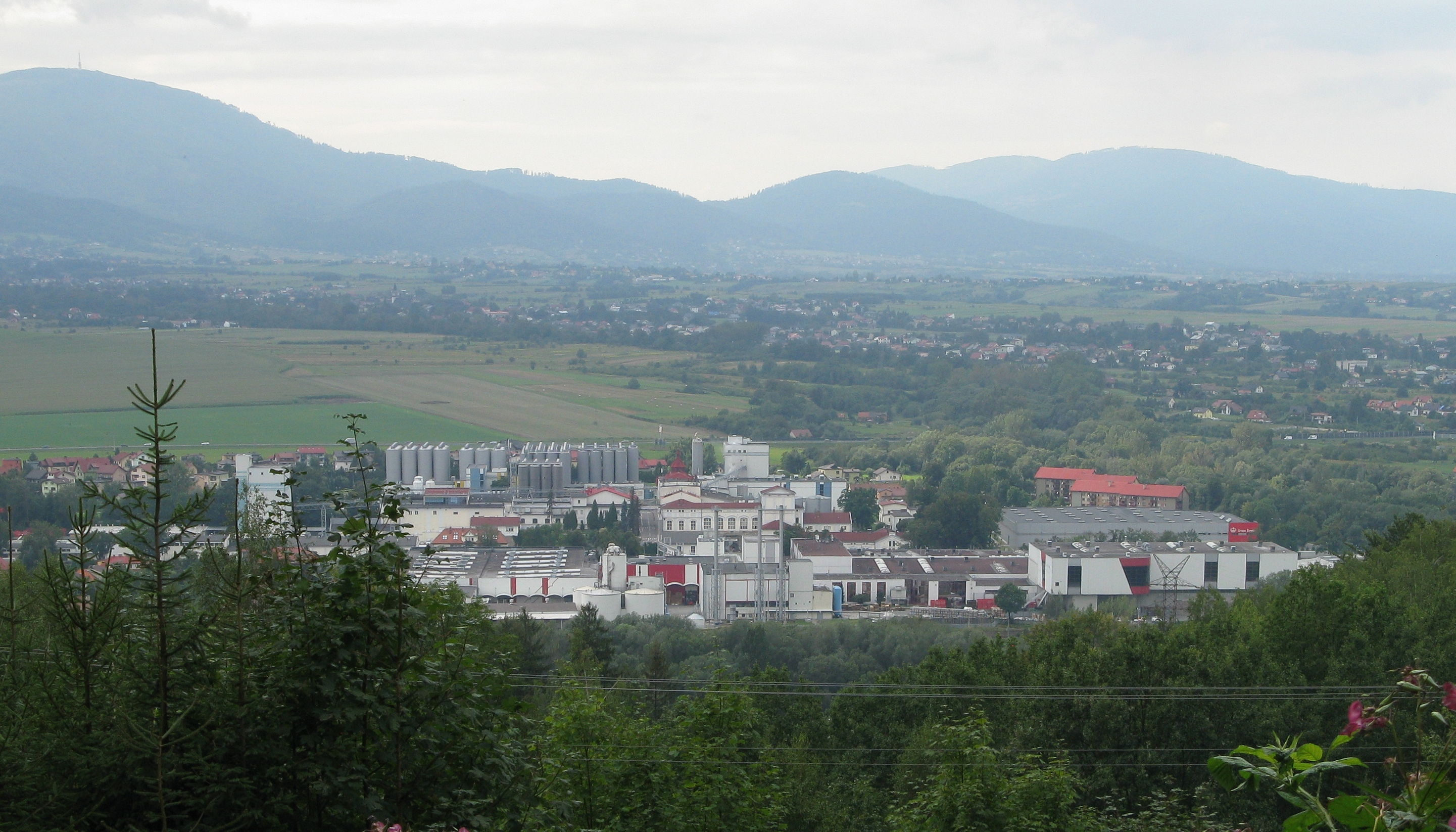
Zabudowania browaru widziane ze stoku Grojca (2018)

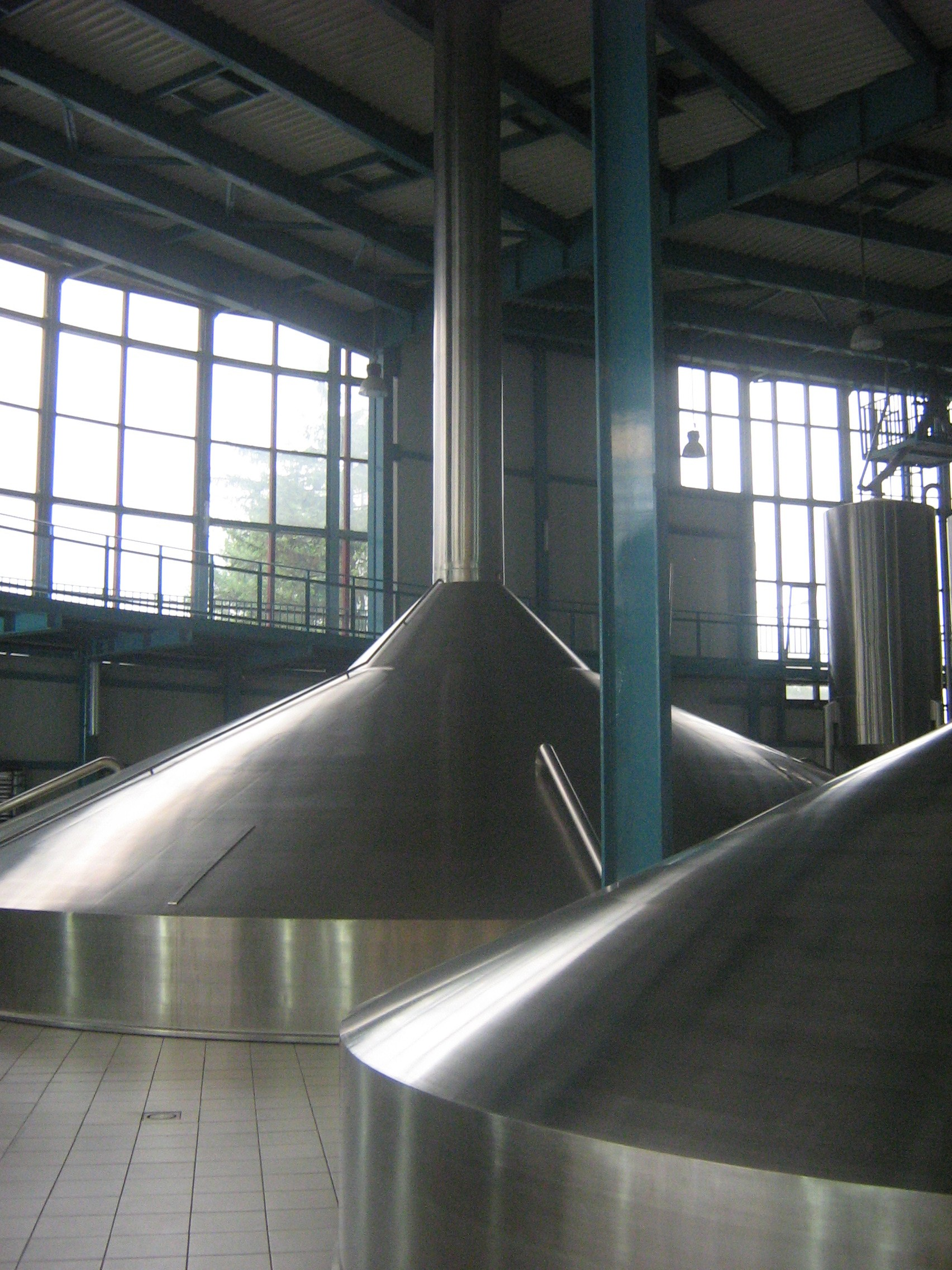
Nowoczesna warzelnia

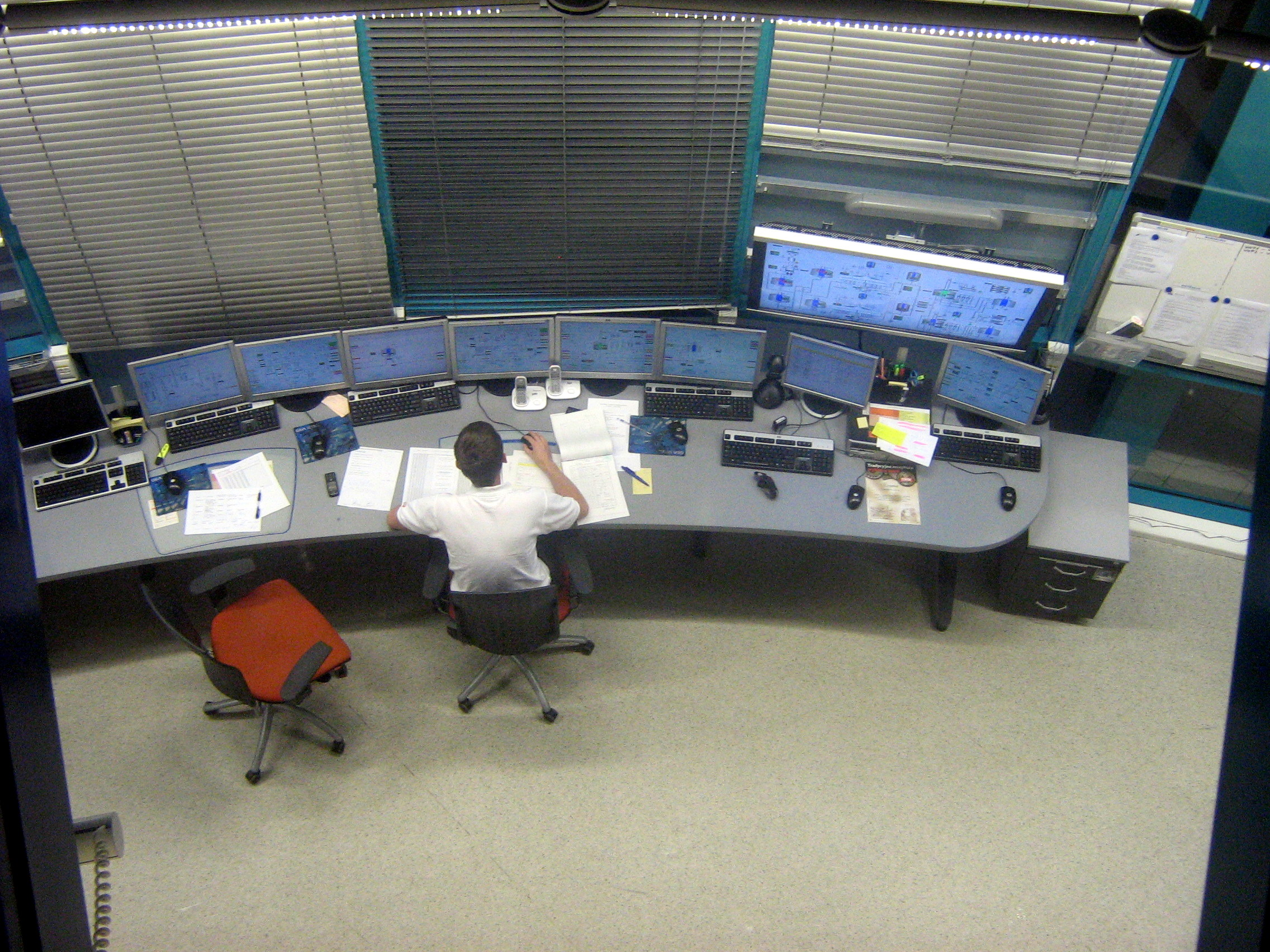
Sterownia warzelni

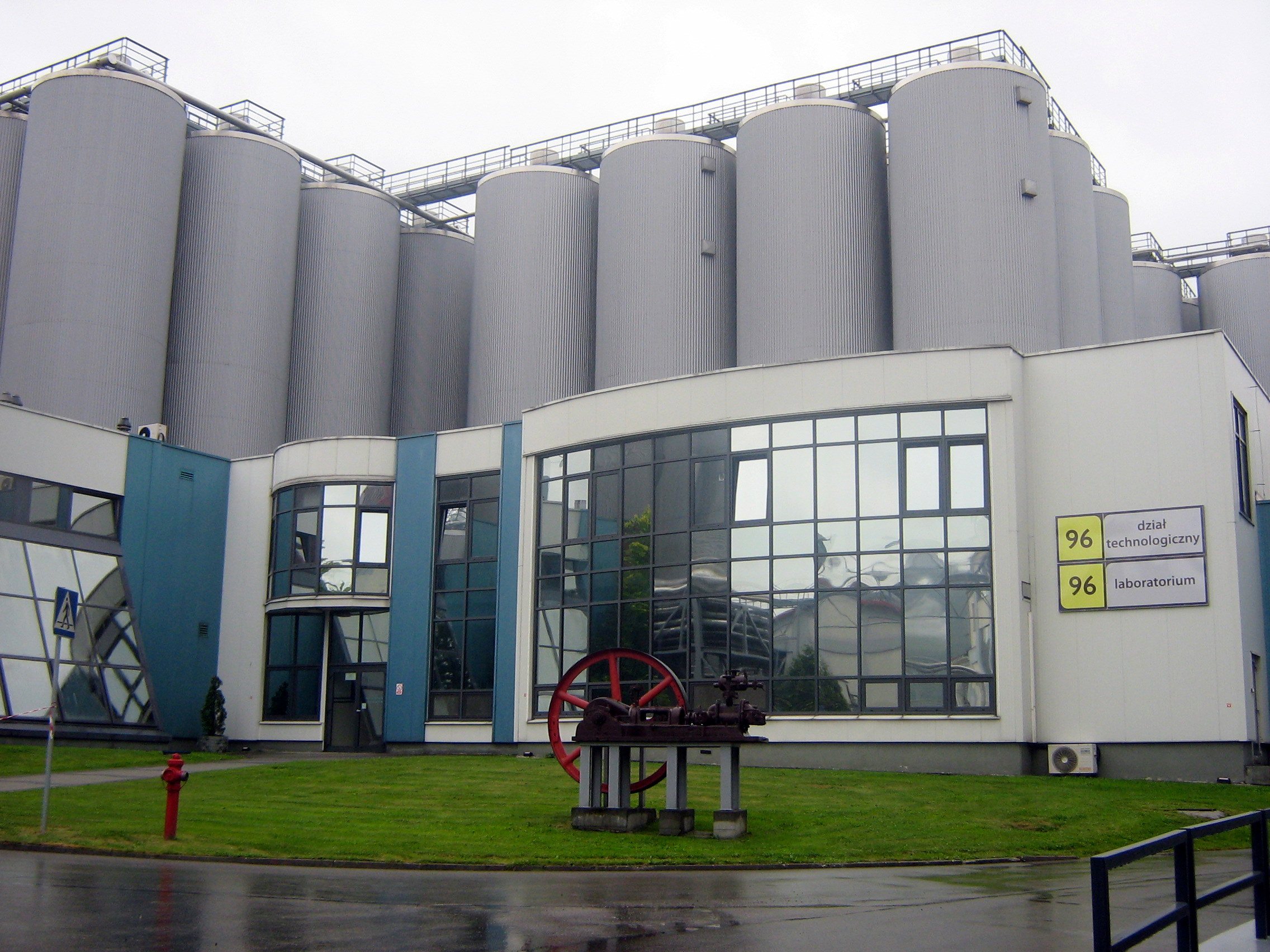
98 tankofermentorów

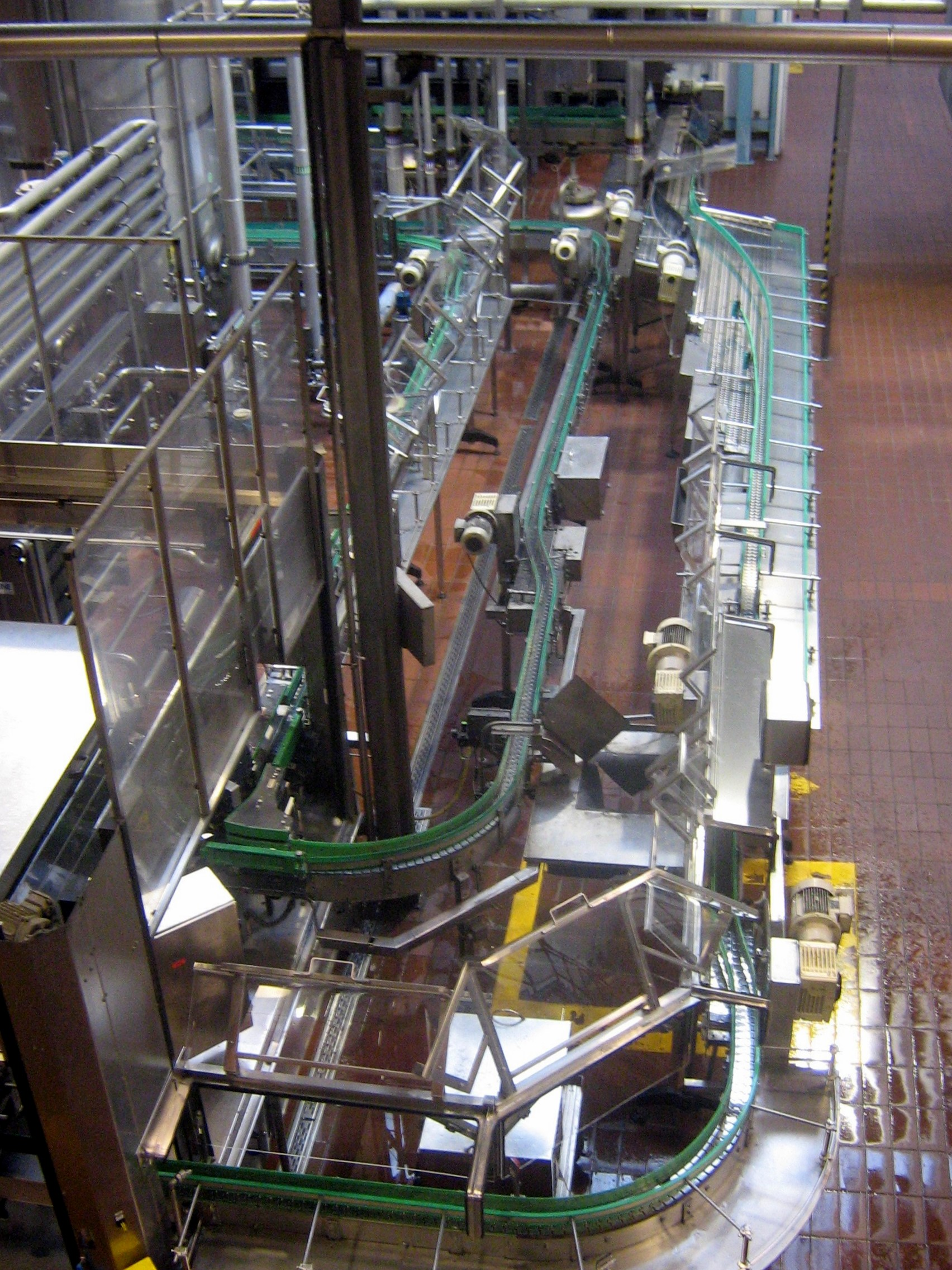
Rozlew piwa do butelek

Grupa Żywiec sp. z o.o. Browar w Żywcu – duży browar przemysłowy powstały w 1856 w Żywcu. Zakład należy do holenderskiego koncernu Heineken i wchodzi w skład grupy piwowarskiej Grupa Żywiec.

## Historia
Browar w Żywcu powstał z inicjatywy księcia cieszyńskiego i właściciela tzw. państwa żywieckiego Albrechta Fryderyka Habsburga. Był on synem arcyksięcia Karola Ludwika Habsburga, który odziedziczył Księstwo Cieszyńskie i dobra żywieckie po swoim ojczymie księciu Albercie Kazimierzu Sasko-Cieszyńskim, który z kolei był synem króla polskiego Augusta III Sasa. Zarówno książę Albert, jak i jego adoptowany syn Karol Ludwik sukcesywnie powiększali drogą zakupów swoje posiadłości, gromadząc w swych rękach niemal całe państwo żywieckie, które przeszło następnie w posiadanie arcyks. Albrechta Fryderyka Habsburga.

### Browar Albrechta Fryderyka Habsburga
Żywiecki browar powstał na gruntach wsi Pawlusie, znajdującej się w części państwa żywieckiego – tzw. państwie Wieprz, które ojciec arcyks. Albrechta Karol Ludwik kupił w 1838 r. od hrabiego Adama Wielopolskiego. Arcyks. Albrecht usatysfakcjonowany popularnością, jaką zdobyło piwo warzone przez wcześniej założony przez niego browar w Cieszynie zapragnął rozszerzyć swoją działalność i zlecił budowę nowego zakładu piwowarskiego w dobrach żywieckich. Nowy browar Habsburgów został wzniesiony w miejscu gorzelni, a architektem całego przedsięwzięcia był Karol Pietschka, który w latach 1852–1891 był autorem projektów budowlanych wszystkich budynków i urządzeń Browaru na Pawlusiu. Zaprojektował on m.in. warzelnię, słodownię, spichlerze jęczmienia i słodu, susznię, budynek laboratoryjny, Budynek główny, halę maszyn, chłodnię, kotłownię z charakterystycznym kominem, leżakownię z lodownią, bednarnię, a także inne budynki administracyjne i gospodarcze. Za rok założenia Browaru w Żywcu przyjmuje się oficjalnie 1856 r., czyli datę rejestracji firmy. Kamień węgielny pod budowę browaru położony został już 16 czerwca 1852 roku przez Dyrekcję Dóbr Żywieckich, która była formalnie administratorem własności arcyksięcia. W momencie rejestracji firmy browar posiadał już warzelnię, słodownię z suszarnią, piwnice fermentacyjne, składowe i zabudowania pomocnicze. W 1857 r. Habsburgowie kupili od bogatej chłopskiej rodziny, Józefa i Mateusza Pawlusów, dwie ostatnie działki, nad rzeką Leśna, z zezwoleniem na ujęcie wody dla browaru i zakładem do spławu drzewa, a tym samym, ostatecznie ustalili granice, na których umiejscowiony został browar Żywiecki. W latach 1852–1857 na budowę browaru wydano z arcyksiążęcej kasy 194902 guldeny, czyli złote reńskie.
W 1857 r. browar żywiecki uwarzył 17 856 hl piwa, a dwanaście lat później podwoił swoją produkcję i z 7-procentowym udziałem stał się największym zakładem wśród 260 browarów działających w Galicji. Wodę browar czerpał ze źródeł Leśnianki, wypływającej z góry Skrzyczne. Dzięki sukcesywnie montowanym urządzeniom, takim jak maszyna do sortowania jęczmienia (1877), urządzenia filtrujące piwo podczas rozlewu (1894), agregat chłodniczy systemu Lindego (1894), warzelnia systemu Ringhofera (1898), nowoczesna flaszkownia (1923) piwo z Żywca uchodziło za bardzo dobrej jakości i było popularne. Do 1881 r. browar warzył wyłącznie piwa dolnej fermentacji, zarówno jasne, jak i ciemne. Powodzeniem cieszyły się takie piwa jak Cesarskie, Eksportowe, Marcowe, Lagrowe czy Bock. W 1881 r. browar w Żywcu rozpoczął produkcję Porteru – piwa górnej fermentacji w angielskim stylu Double Stout, a 10 lat później piwa Ale. Pierwszym naczelnym piwowarem żywieckim był Henryk Bauer piastujący tę funkcję do 1875 r. Jego następcą był Juliusz Wagner, twórca receptury żywieckiego Porteru.

### Browar Karola Stefana Habsburga
Po śmierci Albrechta Fryderyka Habsburga w 1895 r. browar przejął jego bratanek arcyksiążę Karol Stefan Habsburg, który jeszcze przed I wojną światową zlecił wybudowanie drugiej warzelni i powiększenie piwnic fermentacyjnych i składowych. W tym czasie browar posiadał rozbudowane laboratorium analityczno-badawcze, a drożdże piwowarskie otrzymywał ze stacji doświadczalnej Akademii Piwowarskiej w Wiedniu. Rozbudowa sieci kolejowej w Galicji i stworzenie w browarze własnego taboru kolejowego przyczyniły się do szybkiego transportu świeżego piwa żywieckiego i jego popularności w kraju i zagranicą.
Koniec I wojny światowej zakończył okres rozbiorów Polski i zapoczątkował II Rzeczpospolitą, która na podstawie traktatu pokojowego w Saint-Germain przejęła wszystkie majątki cesarskie i rodzinne domu panującego. Na początku 1919 r. w żywieckich dobrach ustanowiony został przymusowy zarząd państwowy. Uchylony on został w 1924 r. m.in. w uznaniu zasług rodziny Habsburgów dla państwa polskiego. Sam arcyks. Karol Stefan był prorektorem Polskiej Akademii Umiejętności w Krakowie i hojnym darczyńcą, jego synowie Karol Olbracht i Leon Karol walczyli jako żołnierze Armii Polskiej w obronie Lwowa w 1919 r. i w wojnie polsko-bolszewickiej, zdobywając stopnie oficerskie, w końcu w 1921 r. Ministerstwo Spraw Wewnętrznych przyznało Karolowi Stefanowi i całej jego rodzinie obywatelstwo polskie.
W latach 20. XX wieku browar dysponował m.in. kotłownią z czterema kotłami, halą maszyn z trzema maszynami parowymi i 155 motorami elektrycznymi, słodownią z maszyną do czyszczenia i sortowania jęczmienia, magazynem składowym tzw. silo do przechowywania jęczmienia i słodu, dwoma warzelniami o wydajności 2000 hl na dobę, piwnicami fermentacyjnymi ze 118 kadziami dębowymi o pojemności od 30 do 380 hl, automatyczną flaszkownią z pasteryzatorem o wydajności 54000 butelek dziennie. W 1925 r. browar zatrudniał 328 robotników.
Browar sprzedawał swoje piwo poprzez system dystrybucji i promocji piwa. Trzon tego systemu stanowiły reprezentacje zwane przedstawicielstwami lub zastępstwami. Regionalnymi dystrybutorami piwa żywieckiego zostawali lokalni kupcy lub przedsiębiorcy. W okresie międzywojennym browar współpracował z okołu stu reprezentacjami. Przed podpisaniem umowy współpracy z browarem kandydaci byli gruntownie lustrowani w wywiadowniach gospodarczych. Browar w Żywcu miał wykupiony abonament w czterech agencjach wywiadowczo-informacyjnych w Krakowie, Lwowie, Warszawie i Katowicach. Miasta te wraz z przyległymi regionami stanowiły główne centra dystrybucyjne piwa z Żywca.

### Browar Karola Olbrachta
Umierając w 1933 r. arcyks. Karol Stefan zapisał browar w testamencie swojemu synowi Karolowi Olbrachtowi. W tym czasie w browarze wytwarzano pięć podstawowych gatunków piwa:
- piwo jasne Zdrój Żywiecki 10,5 st. Blg. – najbardziej popularne piwo jasne
- piwo jasne Leżak 11,0 st. Blg. – niewymagające i niedrogie piwo
- piwo ciemne Marcowe 15,0 st. Blg. – tradycyjne, galicyjskie piwo słodowe
- piwo jasne Ale 22,0 st. Blg. – mocne i szlachetne piwo górnej fermentacji
- piwo ciemne Porter 22,0 st. Blg – najczęściej nagradzane i renomowane piwo
- okazjonalnie warzono również inne piwa np. Słodowe i Leżak Ciemny

Po wybuchu II wojny światowej w 1939 r. Niemcy zajęły Żywiec, zmieniając jego nazwę na niemiecki Saybusch. Przed śmiercią uchroniło arcyksięcia wstawiennictwo króla szwedzkiego i włoskiego u najwyższych hitlerowskich władz. Karol Olbracht wtrącony został do więzienia, a browar został przejęty przez III Rzeszę. Otrzymał on wówczas oficjalną nazwę Beskidenbrauerei Saybusch. Produkcja w browarze została utrzymana, jednakże piwo przeznaczone było głównie na potrzeby wojska niemieckiego. Podstawowym piwem produkowanym wówczas w Żywcu był Saybuscher Quell zbliżony składem do Zdroju Żywieckiego. Na potrzeby armii i policji niemieckiej warzono również jasne piwo Beskiden-Gold oraz niewielkie ilości Porteru, Ale i Export Dunkel. Mimo że wycofujące się wojska hitlerowskie zniszczyły w mieście niemal wszystkie ważniejsze obiekty, to browar ocalał. Niemcy wywieźli co prawda trochę maszyn i urządzeń, częściowo spalili archiwum, wysadzili bocznicę kolejową i podłożyli ładunki wybuchowe pod zabudowania browaru, jednakże dzięki ofiarnej postawie robotników browaru nie zdążyli ich zdetonować.

### Browar Skarbu Państwa
Bezpośrednio po wycofaniu się wojsk hitlerowskich browar przejęła Armia Czerwona, następnie został on przejęty przez Skarb Państwa na mocy dekretu o reformie rolnej z 6 września 1944 r. Od maja 1945 r. browar funkcjonował więc jako zakład państwowy. Jeszcze do końca roku browar wyprodukował 18,8 tys. hl piwa, a po usunięciu dewastacji wojennych produkcja w 1949 r. wzrosła do 156,3 tys. hl, z których piwo butelkowe zajmowało 4%. Browar wytwarzał wówczas lekki Zdrój, pełny Zdrój Żywiecki, Porter i piwo Marcowe oraz piwo Słodowe. Dzięki modernizacji zakładu produkcja piwa wzrosła do 1953 r. niemal dwukrotnie, a do portfolio browaru dołączyło mocne piwo Krzepkie (22% ekstraktu), piwo jasne pełne (12% e.w.) oraz Beskidzki Zdrój (12,5% e.w.). W 1955 roku browar w Żywcu został połączony z browarami w Cieszynie i Bielsku. W latach pięćdziesiątych XX w. browar prowadził zaawansowane prace nad przygotowaniem eksportowej wersji piwa żywieckiego. Ścisła współpraca z Instytutem Fermentacyjnym w Warszawie zaowocowała nową metodą wytwarzania piwa, dzięki której zyskało ono trwałość do sześciu miesięcy. Piwem tym zainteresował się polski emigrant z Ameryki o nazwisku Lutom (imię nieustalone), który zaproponował jego eksport do USA. W tym celu powstała w 1956 r. słynna etykieta tańczącej pary w strojach krakowskich. Jej projekt nadzorował osobiście Lutom, który chciał, by etykieta kojarzyła się amerykańskiej Polonii z ojczyzną. Dlatego mimo sugestii o wykorzystanie motywów beskidzkich, żywieckich, zdecydował się on na krakowską parę. Piwo eksportowe pod nazwą Full Light Żywiec Beer, dostępne początkowo jedynie w sklepach wolnocłowych, polskich statkach pasażerskich i w Stanach Zjednoczonych, rozpoczęło swoją karierę. W 1960 r. browar wznowił również produkcję Porteru według nowej technologii opracowanej przez Instytut Fermentacyjny w Warszawie, reaktywował piwo Marcowe oraz sukcesywnie wprowadzał na rynek nowe marki: Beskidzkie Specjalne, Karmelowe, Specjal Zdrój, Piast. W 1975 r. powstała kolejna słynna marka eksportowa browaru żywieckiego: Krakus. Jej znakiem rozpoznawczym były trzy choinki, używane już co prawda jako dodatkowy element od roku 1960, jednakże na etykiecie piwa Krakus stanowiły one główny znak graficzny. Choinki te symbolizują lasy beskidzkie. Pomysłodawcą opracowania nowej marki piwa był Leon Rubin, szef firmy Atalanta Corporation, która sprowadzała do USA żywność. Firma ta odniosła duży sukces importując z Polski szynkę Krakus, Rubin wpadł więc na pomysł, aby nowe piwo również tak się nazywało. Piwo Krakus Light Beer browar w Żywcu eksportował do Stanów Zjednoczonych przez prawie 20 lat.
Do lat 80. XX wieku browar zwiększył produkcję z 270,2 tys. hl piwa w 1958 do 589 tys. hl w roku 1980. Jednakże zmiany społeczno-polityczne w początku lat 80. spowodowały spadek produkcji, sprzedaży i eksportu. W tym czasie w Żywcu produkowano piwa Full Light, Piast, Krakus, Porter oraz Marcowe.
31 grudnia 1990 r. browar w Żywcu został przekształcony w jednoosobową spółkę Skarbu Państwa i przyjął nazwę Zakłady Piwowarskie w Żywcu SA. W lipcu 1992 r. browar sprzedał ponad 70% akcji w ofercie publicznej, doprowadzając tym samym do prywatyzacji zakładu. W tym czasie udział Browaru Żywiec w rynku piwnym wynosił 8%. 24 września 1991 r. firma zadebiutowała na Giełdzie Papierów Wartościowych w Warszawie.

### Browar koncernu Heineken
W 1994 roku głównym udziałowcem w przedsiębiorstwie Browary Żywiec S.A. został holenderski koncern Heineken International Beheer B.V.

## Nazwy urzędowe Browaru żywieckiego
W okresie ponad 150 letniej historii zakładu wielokrotnie zmieniały się nazwy urzędowe browaru. Najczęstszą przyczyną była zmiana właściciela lub strukturalne dostosowanie browaru do sytuacji polityczno-ekonomicznej. Dotychczasowe nazwy browaru:
- Arcyksiążęcy Browar na Pawlusiu (1856–1880)
- Arcyksiążęcy Browar w Żywcu (1880 – 20 XII 1934)
- Karol Olbracht Habsburg. Arcyksiążęcy Browar w Żywcu (21 XII 1934 – 2 IX 1939)
- Beskidenbrauerei Saybusch (3 IX 1939 – IV 1945)
- Karol Olbracht Habsburg. Arcyksiążęcy Browar w Żywcu pod Zarządem Państwowym (1945)
- Państwowe Zakłady Przemysłowe i Browar „Żywiec” w Żywcu (1946)
- Państwowe Nieruchomości Ziemskie. Browar Żywiec (1946)
- Państwowy Browar w Żywcu pod Zarządem Państwowym (1947–1949)
- Zakłady Piwowarsko-Słodownicze w Żywcu (1949–1956)
- Żywieckie Zakłady Piwowarsko-Słodownicze w Żywcu (1956–1971)
- Żywieckie Zakłady Piwowarskie w Żywcu (1971–1974)
- Zakłady Piwowarskie w Żywcu (1974 – 30 XII 1990)
- Zakłady Piwowarskie w Żywcu S.A. (31 XII 1990 – 20 VII 1999)
- Browary Żywiec S.A. (od 21 VII 1999)

## Produkty
Lager
- Heineken
- Warka
- Żywiec Beer
- Żywiec Full Light
- Żywiec Bock
- Żywiec Niskoalkoholowe
- EB

Piwo aromatyzowane
- Desperados
- Freeq
- Freeq Golden Apple
- Freeq Green Lime
- Freeq Red Fruits